# クリスマスおもちゃプレゼント大賞
『クリスマスおもちゃプレゼント大賞』（クリスマスおもちゃプレゼントたいしょう）は、1992年（平成4年）から毎年12月24日に開催されているイベントで、作品の中からおもちゃ大賞がノミネートされる。

## 概要
1992年12月24日、バンダイが主催するイベントで、おもちゃ大賞の中から、作品の一部を除きキャラクター部門にノミネートされる。
男の子部門・女の子部門の2つに別れ、毎回キャラクター部門にノミネートされることが受賞することになる。男の子部門はスーパー戦隊シリーズ、女の子部門はプリキュアシリーズで固定されている。

## 歴代受賞者・キャラクター部門
- いずれも男の子部門・女の子部門で統一する。

第1回（1992年）
- 受賞者：中村蒼太、松本優子
- キャラクター部門：恐竜戦隊ジュウレンジャー、美少女戦士セーラームーン

第2回（1993年）
- 受賞者：中山陽太、前田遥
- キャラクター部門：五星戦隊ダイレンジャー、美少女戦士セーラームーンR

第3回（1994年）
- 受賞者：佐野大智、北村和奏
- キャラクター部門：忍者戦隊カクレンジャー、美少女戦士セーラームーンS

第4回（1995年）
- 受賞者：栗原悠真、石田玲奈
- キャラクター部門：超力戦隊オーレンジャー、美少女戦士セーラームーンSuperS

第5回（1996年）
- 受賞者：平田遥、平田ひより
- キャラクター部門：激走戦隊カーレンジャー、美少女戦士セーラームーン セーラースターズ

第6回（1997年）
- 受賞者：森本悠人、菊池瑠奈
- キャラクター部門：電磁戦隊メガレンジャー、キューティーハニーF

第7回（1998年）
- 受賞者：永井太一、大沢真緒
- キャラクター部門：星獣戦隊ギンガマン、夢のクレヨン王国

第8回（1999年）
- 受賞者：荒井達也、原美結
- キャラクター部門：救急戦隊ゴーゴーファイブ、おジャ魔女どれみ

第9回（2000年）
- 受賞者：安藤漣、佐藤美里
- キャラクター部門：未来戦隊タイムレンジャー、おジャ魔女どれみ#

第10回（2001年）
- 受賞者：飯田仁、平野陽奈
- キャラクター部門：百獣戦隊ガオレンジャー、も〜っと!おジャ魔女どれみ

第11回（2002年）
- 受賞者：三宅和輝、土屋怜奈
- キャラクター部門：忍風戦隊ハリケンジャー、おジャ魔女どれみドッカ〜ン!

第12回（2003年）
- 受賞者：桜井啓太、高野彩華
- キャラクター部門：爆竜戦隊アバレンジャー、明日のナージャ

第13回（2004年）
- 受賞者：松井渉、永田心音
- キャラクター部門：特捜戦隊デカレンジャー、ふたりはプリキュア

第14回（2005年）
- 受賞者：福井大智、岩崎沙織
- キャラクター部門：魔法戦隊マジレンジャー、ふたりはプリキュア Max Heart

第15回（2006年）
- 受賞者：関哲也、片山翠
- キャラクター部門：轟轟戦隊ボウケンジャー、ふたりはプリキュア Splash Star

第16回（2007年）
- 受賞者：本間徹、宮崎美緒
- キャラクター部門：獣拳戦隊ゲキレンジャー、Yes!プリキュア5

第17回（2008年）
- 受賞者：菊池直樹、成田加奈
- キャラクター部門：炎神戦隊ゴーオンジャー、Yes!プリキュア5GoGo!

第18回（2009年）
- 受賞者：上田勇、阿部風花
- キャラクター部門：侍戦隊シンケンジャー、フレッシュプリキュア!

第19回（2010年）
- 受賞者：水野涼、小沢希
- キャラクター部門：天装戦隊ゴセイジャー、ハートキャッチプリキュア!

第20回（2011年）
- 受賞者：篠原光輝、永井芽衣
- キャラクター部門：海賊戦隊ゴーカイジャー、スイートプリキュア♪

第21回（2012年）
- 受賞者：佐藤勇、久保美咲
- キャラクター部門：特命戦隊ゴーバスターズ、スマイルプリキュア!

第22回（2013年）
- 受賞者：岩崎海人、今井葉月
- キャラクター部門：獣電戦隊キョウリュウジャー、ドキドキ!プリキュア

第23回（2014年）
- 受賞者：酒井智也、佐藤綾子
- キャラクター部門：烈車戦隊トッキュウジャー、ハピネスチャージプリキュア!

第24回（2015年）
- 受賞者：村田蒼太、石原瑞穂
- キャラクター部門：手裏剣戦隊ニンニンジャー、Go!プリンセスプリキュア

第25回（2016年）
- 受賞者：飯田拓人、井上瞳
- キャラクター部門：動物戦隊ジュウオウジャー、魔法つかいプリキュア!

第26回（2017年）
- 受賞者：清水拓、斎藤瑞希
- キャラクター部門：宇宙戦隊キュウレンジャー、キラキラ☆プリキュアアラモード

第27回（2018年）
- 受賞者：松本颯人、上田こころ
- キャラクター部門：快盗戦隊ルパンレンジャーVS警察戦隊パトレンジャー、HUGっと!プリキュア

第28回（2019年）
- 受賞者：中野隼人、中山美里
- キャラクター部門：騎士竜戦隊リュウソウジャー、スター☆トゥインクルプリキュア

第29回（2020年）
- 受賞者：伊藤怜、堀愛莉
- キャラクター部門：魔進戦隊キラメイジャー、ヒーリングっど♥プリキュア

第30回（2021年）
- 受賞者：斎藤海、永田楓
- キャラクター部門：機界戦隊ゼンカイジャー、トロピカル〜ジュ!プリキュア

第31回（2022年）
- 受賞者：西川翼、小松彩菜
- キャラクター部門：暴太郎戦隊ドンブラザーズ、デリシャスパーティ♡プリキュア

第32回（2023年）
- 受賞者：野田湊、片山すみれ
- キャラクター部門：王様戦隊キングオージャー、ひろがるスカイ!プリキュア

第33回（2024年）
- 受賞者：北村颯大、山中恵子
- キャラクター部門：爆上戦隊ブンブンジャー、わんだふるぷりきゅあ!